# Somni
|  | Per a altres significats, vegeu «Lo somni». |

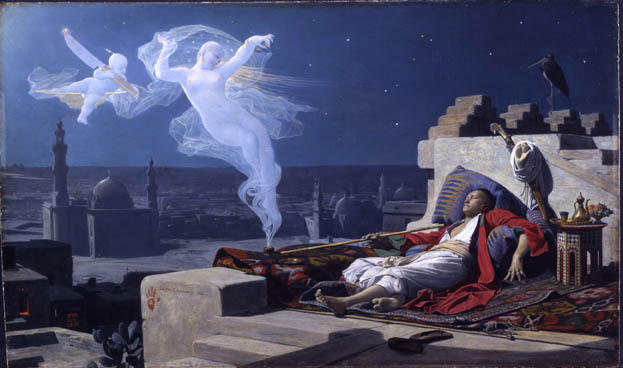
Un rêve d'eunuque (El somni de l'eunuc), de Jean Lecomte du Nouÿ, 1874.

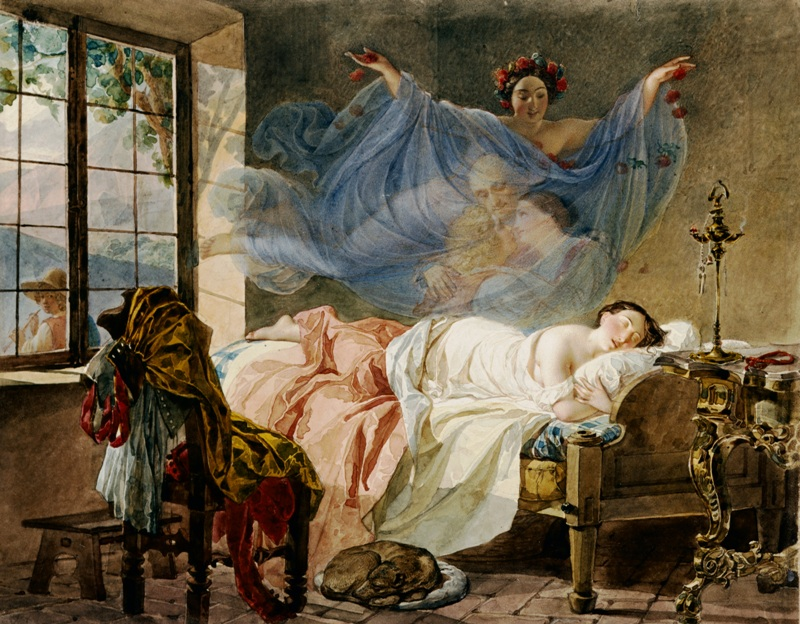
El somni d'una noia abans de l'alba c. 1830–33 by Karl Briul·lov (1799–1852)

El somni, somi o ensomni és un procés imaginatiu, fictici i imprecís de la ment humana que té lloc mentre el subjecte dorm. Mentre que es tracta d'una experiència sensorial subjectiva, convé no confondre'l amb el son, que és un estat fisiològic amb trets distintius de l'activitat cerebral. Se sap que la seua fisiologia està relacionada estretament amb la fase REM del son i que s'inicia al sistema límbic i al còrtex prefrontal del cervell. Si durant el somni es manté la consciència, llavors rep el nom de somni lúcid.
Pel que fa al regne animal, fins ara se sap que els mamífers també desenvolupen fases REM en què sovint recreen els mateixos patrons d'activitat física repetitiva que quan estan desperts, possiblement per millorar el rendiment de conducta i la memòria a llarg termini.

## Funció del somni
Hi ha diverses teories que tracten d'explicar la funció del somni.
Hi ha una teoria que afirma que el somni és una manera de processar amenaces. Un estudi sobre el que es diu mentre es somnia trobà que quasi el 60% d'allò que es diu és "desagradable", la qual cosa pot considerar-se una evidència a favor d'aquesta teoria. Hi ha una relació directa entre somni i percepció de la realitat, ja que per exemple els cecs de naixement no associen contingut visual als somnis i potencien les associacions amb altres sentits.

## Fisiologia del somni
Es considera que en l'ésser humà, el somni es desenvolupa en el fetus a partir de la trentena setmana de l'embaràs. Aquesta etapa s'associa amb un estat primerenc del moviments oculars ràpids (fase REM), que un cop plenament desenvolupada és durant la qual en la vida adulta se somia entre 4 i 5 cops al llarg de la nit.
Els estatunidencs Eugene Aserinsky i Nathaniel Kleitman, pioners en la investigació dels somnis, van iniciar l'any 1953 una sèrie d'estudis que demostraren que els somnis no consisteixen en imatges efímeres que s'apareixen a l'individu en el moment de despertar-se, sinó que tenen lloc durant un procés fisiològic específic.
L'estudi fisiològic del son apunta que els somnis es produeixen quan l'àrea tegmental ventral estimula el sistema límbic i alhora el còrtex prefrontal del cervell, sumat als inhibidors enzimàtics de la colinesterasa, que fomenten l'entrada del son a la fase REM. Vora el 80-85% de les persones que es desperten enmig d'una fase REM o immediatament després reconeixen que hi estaven somiant. Durant aquesta etapa les constants de cada individu tals com la pressió sanguínia, el batec del cor o la temperatura corporal són molt heterogènies, tot i que hi ha una tendència general de consum metabòlic molt més significatiu que en d'altres etapes del son. Nogensmenys, tot i que es tendeix a recordar de manera molt prevalent el fet que s'està somiant quan coincideix amb la fase REM, prop del 40-50% dels somnis també tenen lloc en la fase no REM (NREM). De fet, el record i la narració del somni que es produeix en la fase REM conté un grau d'elaboració del contingut molt més emocional, sensorial, llarg i actiu que no pas el que es descriu en la fase NREM.

## Interpretació dels somnis

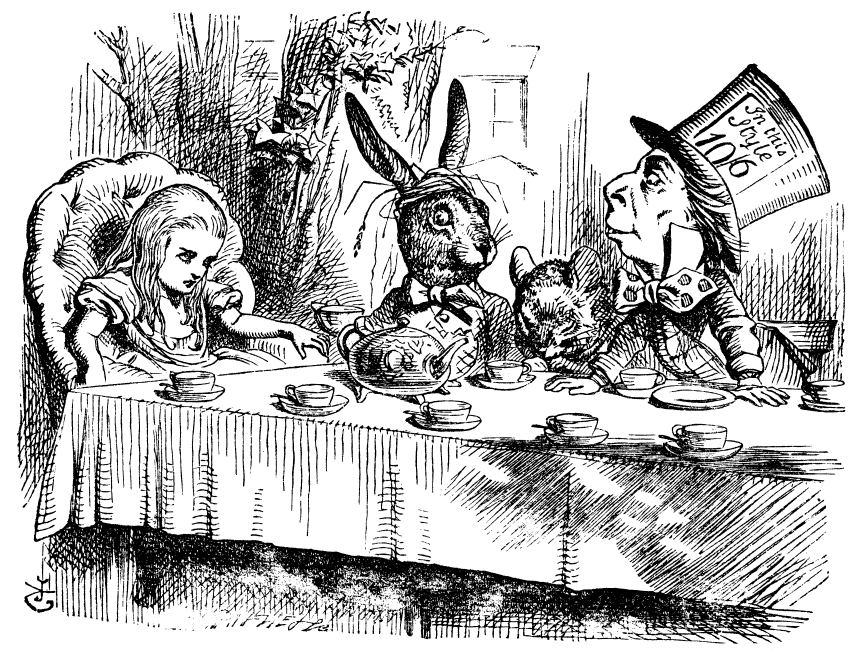
Il·lustració de John Tenniel d′Alícia al País de les Meravelles (1865)

En moltes cultures s'atribueix un valor profètic al somni, concebut com un missatge xifrat d'origen diví que cal desentranyar. Aquesta creença es troba, per exemple, a la Bíblia (on Josep interpreta els somnis del Faraó: Gènesis 41:1-36). A Grècia la oniromància va ser una activitat habitual: encara avui es conserva un manual d'interpretació de somnis, el d'Artemidor, del segle II d. C., conegut com a Onirocrítica. S'hi pot veure un catàleg dels somnis més freqüents dels homes antics, del seu antic psiquisme, coincidents en força coses amb el de l'home modern, però no en altres.
No obstant això, un dels filòsofs de la Grècia antiga, Heràclit (540-480 a. C.), va sostenir cap al 480 a. C . que els somnis no tenen cap significat fora dels pensaments de la persona que els evoca. En aquest sentit, Heràclit es va anticipar per molts anys al pensament científic que intenta explicar en què consisteix el procés del son en els organismes humans i animals.
A principis del segle xx, Sigmund Freud reprèn la qüestió des d'una perspectiva racionalista, amb la seva obra La interpretació dels somnis (1900), llibre que es va convertir en un dels més influents del segle xx. Al principi va ensopegar amb una aferrissada resistència, perquè la psicoanàlisi representava un enorme repte per a la tradició occidental. Els treballs de Freud cridaven l'atenció sobre les zones marginals de l'ésser humà: la irracionalitat i el sexe. Freud mostra que l'inconscient (i no la consciència) és la part de la psique que ordena tot el pensar i el sentir. Segons les seves paraules: "El jo no és el senyor de casa seva". L'anàlisi dels somnis és per a ell la via règia d'accés a l'inconscient. Els psicoanalistes posteriors, ortodoxos o no, persisteixen en aquest posicionament.
Per a la psicoanàlisi és important distingir en els somnis el contingut manifest i el contingut latent.
- El contingut manifest dels somnis és la història o successos tal com el somiador els viu.[14] És un material elaborat a partir de les experiències quotidianes i desitjos reprimits mitjançant els diferents processos d'elaboració onírica. El contingut manifest no es troba al nivell del significat, sinó del símbol.
- El contingut latent és el significat veritable del somni, el psicoanalista s'esforça per interpretar el contingut manifest del somni que el pacient li relata, per revelar el contingut latent, el seu significat.

Carl Gustav Jung, deixeble heterodox de Freud, sostenia que els somnis eren un òrgan d'informació i de control. Els símbols onírics són, segons aquest autor, transmissors de missatges instintius a les parts racionals de la ment de l'ésser humà, i cal interpretar-los per comprendre el llenguatge dels instints. Jung no creia, com sí que ho feia Freud, que els somnis fossin un vestit que amaga una altra cosa. Els somnis eren per a Jung informació i comunicació d'idees expressades dins els límits d'un mitjà. Després d'estudiar uns vuitanta mil somnis, va arribar a la conclusió que aquests són relatius a la vida de l'observador. Aquest organitza les seves imatges oníriques en un centre anomenat si mateix, el qual té la funció d'ordenar i legislar tota la vida psíquica, ara conscient o inconscient, a través de nombrosos somnis que tenen lloc a la vida de la persona. Jung interpretava, doncs, el somni com a únic i relatiu al somiador. Per comprendre'l, calia examinar el quadre oníric com a moll de l'estudi i l'anàlisi.
També hi ha tècniques d'anàlisi quantitativa dels somnis. La més utilitzada és la creada per Calvin S. Hall i Robert L. Van de Castle en 1966. És una tècnica que es fa servir en la investigació dels somnis i permet comparar els somnis de diferents grups de persones o l'evolució dels somnis d'una persona. La utilització d'aquesta metodologia ha permès verificar que no hi ha diferències gaire notables entre els somnis de persones que pertanyen a diferents cultures. Mitjançant una altra tècnica d'anàlisi quantitativa s'ha verificat que quan augmenta l'ansietat de la persona que dorm apareixen determinats personatges característics en el son. A més de la persona que somia, aquests personatges són els agressors psíquics, el personatge auxiliar, els agressors físics, espectadors i víctimes. Els agressors psíquics utilitzen el llenguatge verbal o els gestos per intimidar, per exemple un professor que no permet al somiador fer un examen per no ser a la llista. Els personatges auxiliars tenen la funció d'ajudar el somiador quan passa alguna cosa negativa en el somni. Per altra banda, els agressors físics poden ser persones o animals.
Des d'una perspectiva diferent de la terapèutica, el surrealisme preconitza també l'observació dels somnis. Les revistes del moviment posen de moda l'anotació de les fantasies nocturnes. A la seva obra Els vasos comunicants (1932), André Breton exposa la seva visió del fenomen i, al mateix temps que reconeix l'aportació de Freud, polemitza amb ell per trobar-la insuficient. Somiar girafes pot tenir diferents significats, especialment després de trobar símbols d'aquest animal en diferents cultures, s'associava aquest succés a la concurrència de diversos successos negatius en la vida d'aquesta persona, com malalties sense importància, alteracions sexuals en el gènere i sobretot un temps indefinit de mala sort.

## El somni en la cultura
Històricament, s'ha intentat esbrinar el significat dels somnis, que a vegades eren vistos com a procediment d'endevinació o com l'intent d'éssers transcendentals (déus o àngels) de comunicar-se amb els éssers humans. Així, en la Bíblia apareix la història de Josep, que interpretava els somnis de la família dels faraons egipcis, o l'àngel de l'Anunciació, que entra dins el somni de la Mare de Déu. A partir de l'antiguitat clàssica s'alterna aquesta concepció passiva predominant en les primeres cultures amb la creació d'històries alternatives més plenes d'acció.
Els grecs, com molts pobles amerindis, animaven a incubar somnis (provocar-los) per comunicar-se amb les divinitats. Morfeu era el patró d'aquests viatges onírics. El surrealisme va reivindicar el somni, regne de l'inconscient, com a font d'inspiració per a l'art.
El contingut del somni sembla no estar lligat amb la cultura (sí que ho poden estar l'ambientació o la narració posterior), ja que hi ha una sèrie d'elements presents en la majoria de somnis:
- emocions: en un somni, predomina una emoció concreta i hi abunden més les negatives, com l'ansietat, que les positives;
- els homes tendeixen a somiar més amb actes que impliquen agressivitat i els seus personatges solen ser masculins;
- només un 10% en té contingut sexual (percentatge que augmenta en l'adolescència), en contra de l'estereotip, segons E. Zadra;
- hi ha històries o situacions repetides en més d'un 60% dels casos;
- els temes recurrents de la societat contemporània són l'escola, arribar tard, caure o perdre's, la mort d'una persona coneguda i els accidents.

## Imatges i literatura
Els artistes gràfics, els escriptors i els cineastes han trobat que en els somnis una rica font d'expressió creativa. A Occident, les representacions de somnis en l'art del Renaixement i del Barroc sovint estaven relacionades amb narracions bíbliques. Van rebre especial atenció els passatges del somni de l'escala de Jacob en el Gènesi i els somnis de Sant Josep a l'Evangeli segons Mateu.

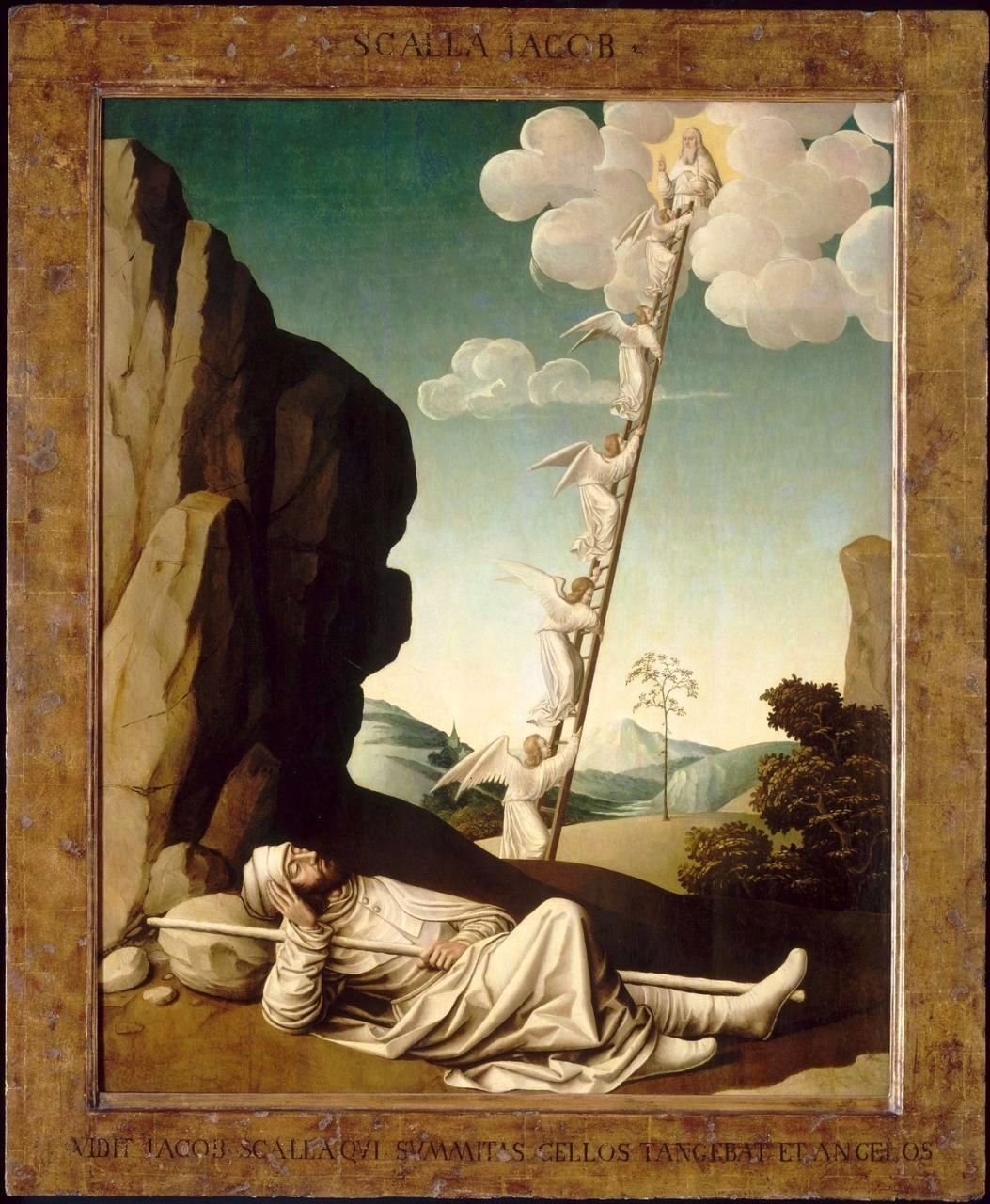
Nicolas Dipre. Le songe de Jacob. c.1500 Avignon, Petit Palais.
José de Ribera (1591–1652). El somni de Jacob, del Prado a Google Earth
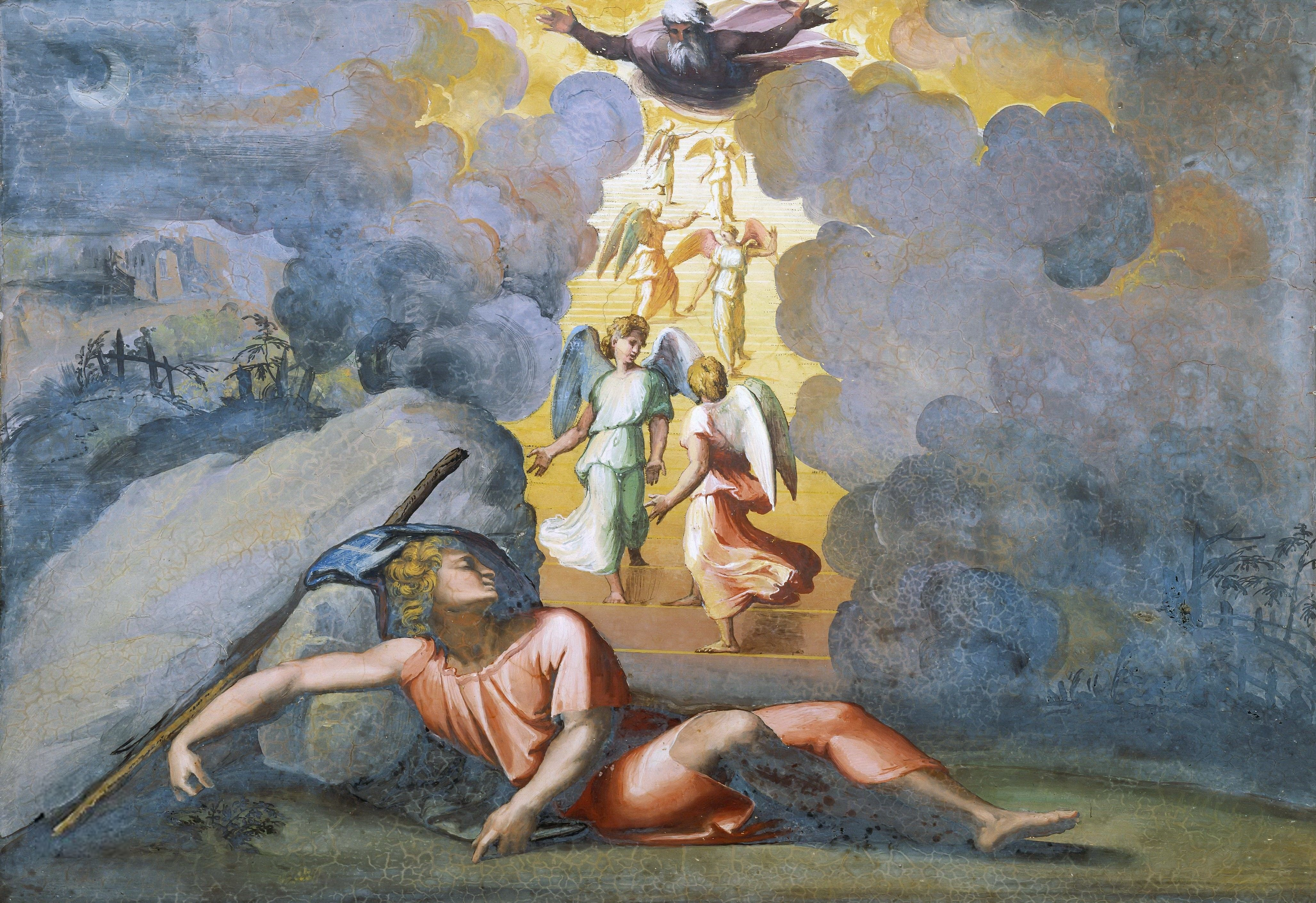
Raphael. El somni de Jacob (1518)
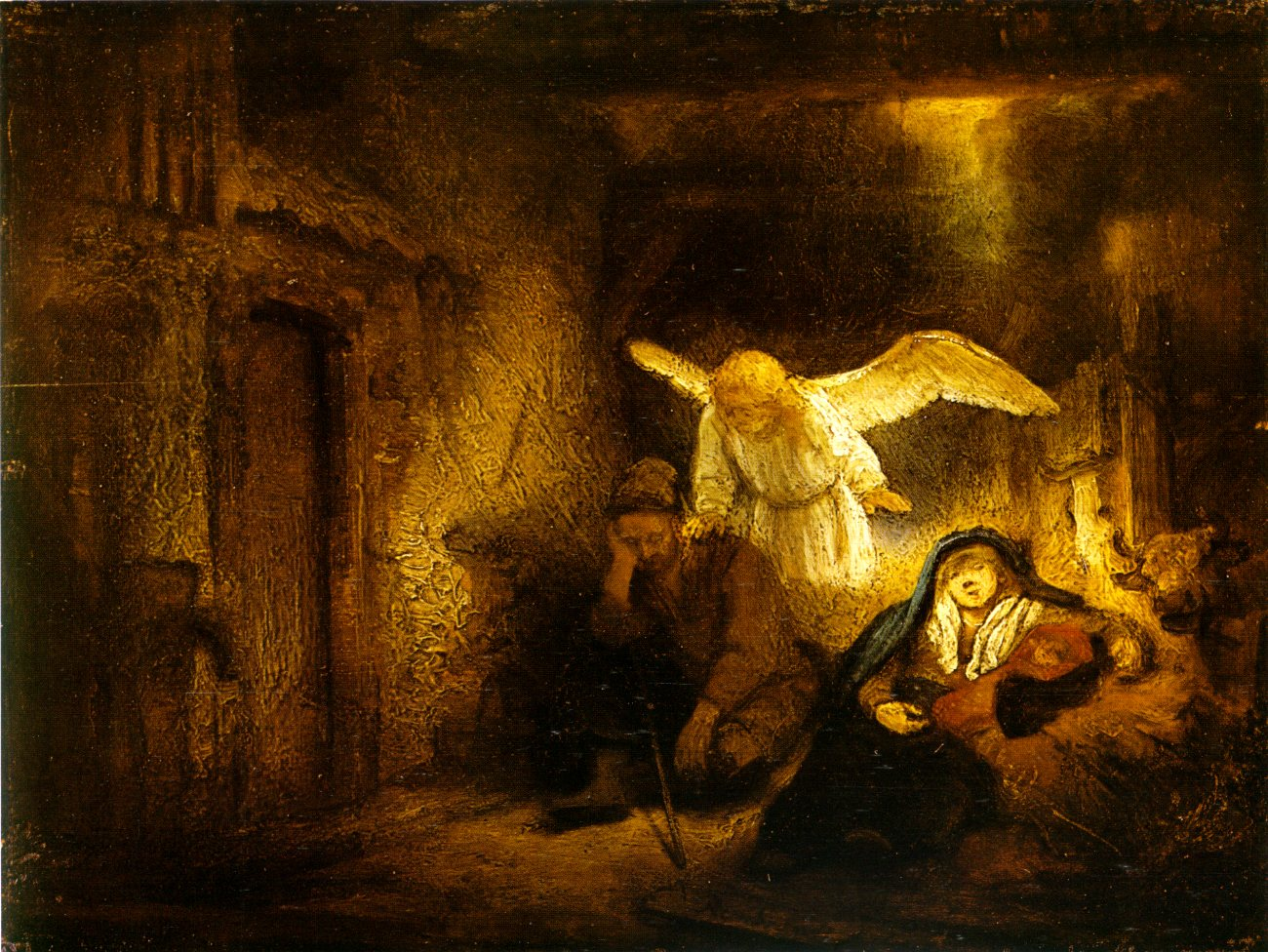
Rembrandt. El somni de Josep (1645)
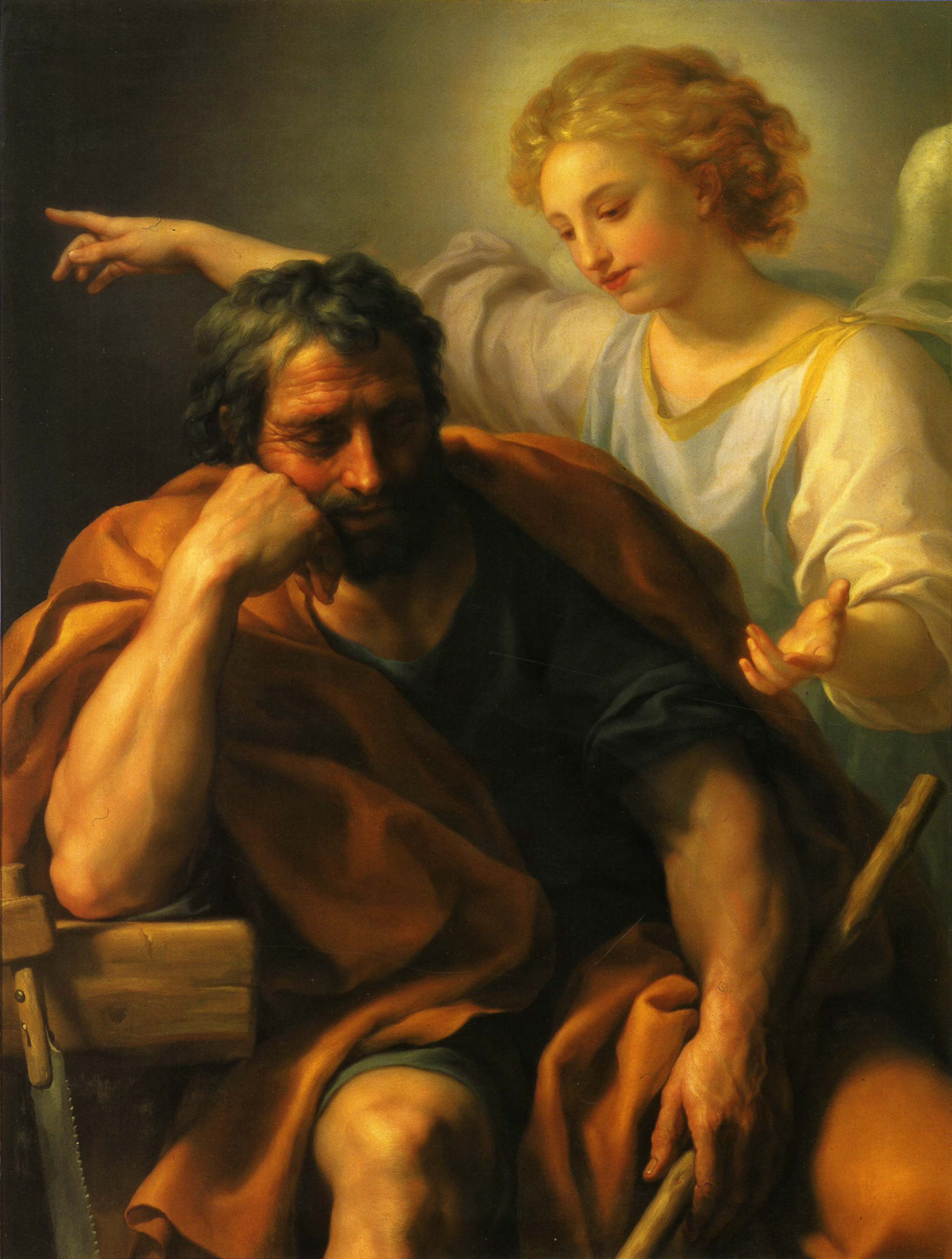
Anton Raphael Mengs. Somni de Sant Joseph (1773 or 1774)

Molts altres artistes gràfics posteriors van representar somnis, com ara l'artista xilogràfic japonès Hokusai (1760–1849), autor de El somni de la dona del pescador i pintor europeus occidentals com Henri Rousseau (1844–1910), Pablo Picasso (1881–1973), o el català Salvador Dalí (1904–1989), autor de Somni causat pel vol d'una abella al voltant d'una magrana un segon abans de despertar-se.
En la literatura, els marcs onírics eren usats sovint en les al·legories medievals per justificar la narrativa; El Llibre de la Duquesa i La Visió sobre Piers Plowman són dos exemples des visió onírica. Fins i tot abans d'ells, en l'antiguitat, Ciceró i Llucià havien utilitzat la mateixa eina.

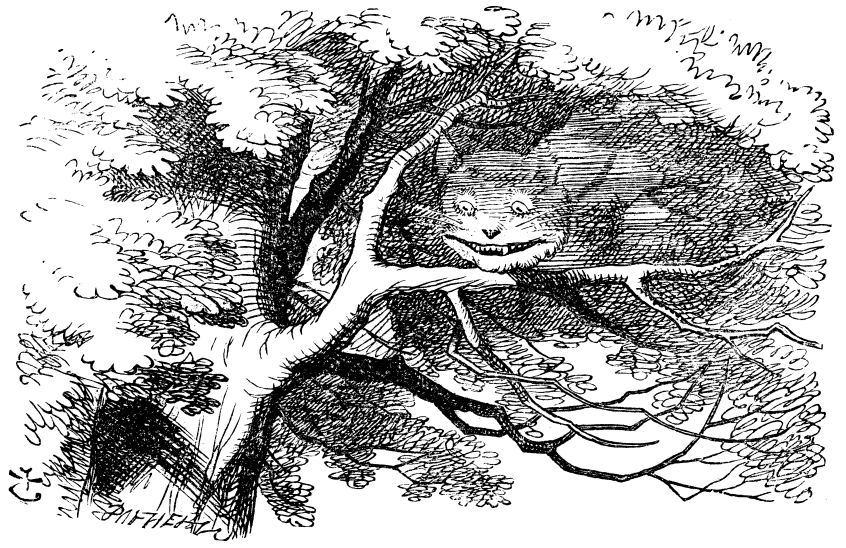
The cheshire cat, John Tenniel (1820–1914), il·lustració a Alícia en terra de meravelles, edició de 1866.

Els somnis també han aparegut en la fantasia i en la ficció especulativa d'ençà el segle XIX. Un dels mons onírics més coneguts és la Terra de les Meravelles del llibre de Lewis Carroll Alícia en terra de meravelles, així com la terra de l'espill de la seva seqüela, A través de l'espill. A diferència de molts altres mons onírics, la lògica de Carroll és la mateixa que en els somnis reals, amb transicions i causalitat flexible.
Altres mons onírics ficticis inclouen els Cicles Onírics de l'obra de H. P. Lovecraft i La història interminable's el món de Fantastica, que inclou llocs com el Desert dels Somnis Perduts, el Mar de les Possibilitats i el Pantà de la Tristesa. Els mons onírics, les al·lucinacions compartides i altres realitats alternatives apareixen en unes quantes obres de Philip K. Dick, com ara Els tres estigmes dePalmer Eldritch i Ubik. Jorge Luis Borges va explorar temes similars en les seves obres, com ara Les ruïnes circulars.
La cultura popular moderna sol concebre els somnis com ho feia Freud, és a dir, com a expressions de les pors i desitjos més profunds de la persona que somnia. En la ficció especulativa, la línia entre els somnis i la realitat pot ser encara més difusa pel bé de la història. Els somnis poden ser envaïts o manipulats físicament (Dreamscape, 1984; en les pel·lícules de A Nightmare on Elm Street, 1984–2010; Inception, 2010) o fins i tot tornar-se en reals (com a The Lathe of Heaven, 1971).